# Paul Howard Douglas

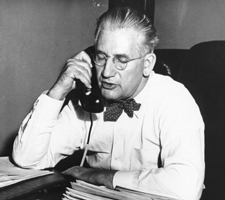
Paul Howard Douglas

Paul Howard Douglas (* 26. März 1892 in Salem, Massachusetts; † 24. September 1976 in Washington D.C.) war Universitätsprofessor, Wirtschaftswissenschaftler und einflussreicher US-Senator (Demokratische Partei).

## Leben
Douglas war verheiratet mit Emily Taft Douglas (in zweiter Ehe), graduierte 1913 am Bowdoin College (BA), und 1915 an der Columbia-Universität in New York (MA) und studierte 1915/1916 Wirtschaftswissenschaften an der Harvard-Universität (PhD). Als Wirtschaftswissenschaftler, Ökonom, Autor und Hochschullehrer unterrichtete er 1916–1917 an der Universität von Illinois, 1917–1918 am Reed College in Portland, Oregon. 1918 bis 1919 arbeitete er für die "Emergency Fleet Corporation". 1919–1920 nahm er eine Lehrtätigkeit an der Universität von Washington auf; von 1920 bis 1949 hatte er eine Professur an der Universität von Chicago. Im Jahr 1947 stand er zusätzlich der American Economic Association als gewählter Präsident vor.
Douglas war an der Universität Chicago ein sehr erfolgreicher Wirtschaftswissenschaftler, der alle zwei Jahre ein neues Buch herausbrachte. Er lernte die legendäre Jane Addams of Hull House kennen, die seine späteren Kämpfe gegen Korruption und für soziale Reformen beeinflusste. Zwischen 1930 und 1939 war in zahlreichen bundesstaatlichen und nationalen Kommissionen und Komitees sowie 1939 bis 1942 als Stadtrat im „Chicago City Council“ tätig.
Seine erste Bewerbung um einen Sitz im US-Senat 1942 war nicht erfolgreich. Douglas verließ Chicago 1942, um als Soldat dem United States Marine Corps beizutreten. Er wurde der First Marine Division zugeteilt und in den Pazifik geschickt, wo er in Kämpfen verwundet wurde. Ab 1948 wurde er dann für drei Wahlperioden bis 1966 18 Jahre lang für die Demokratische Partei aus dem Bundesstaat Illinois in den US-Senat gewählt.  Er war dort Vorsitzender zahlreicher Ausschüsse, unter anderem des Joint Committee on the Economic Report und des Joint Economic Committee. Außerdem war er Vorsitzender des President’s Committee on Urban Affairs zwischen 1967 und 1968. 1950 wurde er in die American Academy of Arts and Sciences und 1952 in die American Philosophical Society gewählt.
Zu Beginn der 1970er-Jahre zog er sich nach einem Schlaganfall aus dem öffentlichen Leben zurück und starb am 24. September 1976 in Washington. Seine Asche wurde in den Wäldern des Jackson Park in Chicago verstreut.

## Forschung
Douglas schrieb zahlreiche Artikel für wissenschaftliche Fachzeitschriften und Magazine einschließlich The American Economic Review, The New Republic, The Atlantic Monthly und The New York Times.
Im Jahre 1928 erlangte Paul Douglas, zusammen mit Charles Wiggins Cobb, endgültige Berühmtheit. Die beiden wiesen eine von Johann Heinrich von Thünen angedeutete und 1913 von Knut Wicksell entwickelte spezielle Form der Produktionsfunktion statistisch nach. Die Funktion ist demzufolge in der neoklassischen Ökonomie unter der Cobb-Douglas-Funktion bekannt.

## Bücher
- The Worker in Modern Economic Society (1923),
- Wages and the Family (1925),
- Real Wages in the United States, 1890–1926 (1930),
- The Problem of Unemployment (1931),
- The Making of a New Party (1932),
- Standards of Unemployment Insurance (1933),
- The Theory of Wages (1934),
- Controlling Depressions (1935),
- Social Security in the United States (1936),
- Ethics in Government (1952),
- Economy in the National Government (1952),
- In Our Time (1967),
- In the Fullness of Time (1971). Autobiographie